# Альфонсо Гарсія Роблес
Альфонсо Гарсія Роблес (20 березня 1911, Самора, Мічоакан, Мексика — 2 вересня 1991, Мехіко, Мексика) — мексиканський державний і політичний діяч, дипломат.

## Біографія
Народився 20 березня 1911 року в місті Самора штат Мічоакан, Мексика. У 1933 закінчив Національний автономний університет Мексики, юридичний факультет. Навчався в Парижі та в Гаазькій академії міжнародного права (1938).
З 1941 по 1945 — директор Департаменту міжнародних організацій, генеральний директор політичної і дипломатичної служби.
З 1945 по 1952 — постійний представник Мексики при ООН.
З 1952 по 1957 — директор політичного відділення секретаріату ООН в Нью-Йоркі.
З 1957 по 1962 — начальник департаменту Європи, Азії і Африки МЗС Мексики.
З 1962 по 1964 — Надзвичайний і Повноважний Посол Мексики в Бразилії.
З 1964 по 1970 — заступник міністра закордонних справ Мексики.
З 1970 по 1975 — постійний представник Мексики при ООН.
З 1975 по 1976 — міністр закордонних справ Мексики.
З 1974 по 1975 — голова «групи 77» в ООН.
З 1977 — постійний представник Мексики в Комітеті ООН по розброєнню в Женеві. Присвятив свою роботу боротьбі за ядерне розброєння.
У 1985 — був обраним головою Комтету ООН із розброєння.

## Нагороди
- Лауреат Нобелівської премії миру (1982), за великий внесок у справу розброєння.